# Soledad de Doblado
Soledad de Doblado är en kommunhuvudort i Mexiko.   Den ligger i kommunen Soledad de Doblado och delstaten Veracruz, i den sydöstra delen av landet, 290 km öster om huvudstaden Mexico City. Soledad de Doblado ligger 102 meter över havet och antalet invånare är 12 278.
Terrängen runt Soledad de Doblado är platt, och sluttar österut. Runt Soledad de Doblado är det ganska glesbefolkat, med 39 invånare per kvadratkilometer. Soledad de Doblado är det största samhället i trakten. Omgivningarna runt Soledad de Doblado är en mosaik av jordbruksmark och naturlig växtlighet.